# Mekorot
Mekorot (hebr. מקורות; pol. Źródło) państwowe przedsiębiorstwo wodne działające pod nadzorem Ministerstwa Infrastruktury i Ministerstwa Finansów Izraela.
Firma dostarcza wodę do gospodarstw domowych oraz na potrzeby rolnictwa i przemysłu w Izraelu oraz Autonomii Palestyńskiej. Na podstawie porozumień międzynarodowych dostawy wody docierają także do Jordanii.
Siedziba firmy znajduje się w biurowcu Mekorot House w osiedlu Montefiore we wschodniej części miasta Tel Awiw.

## Historia

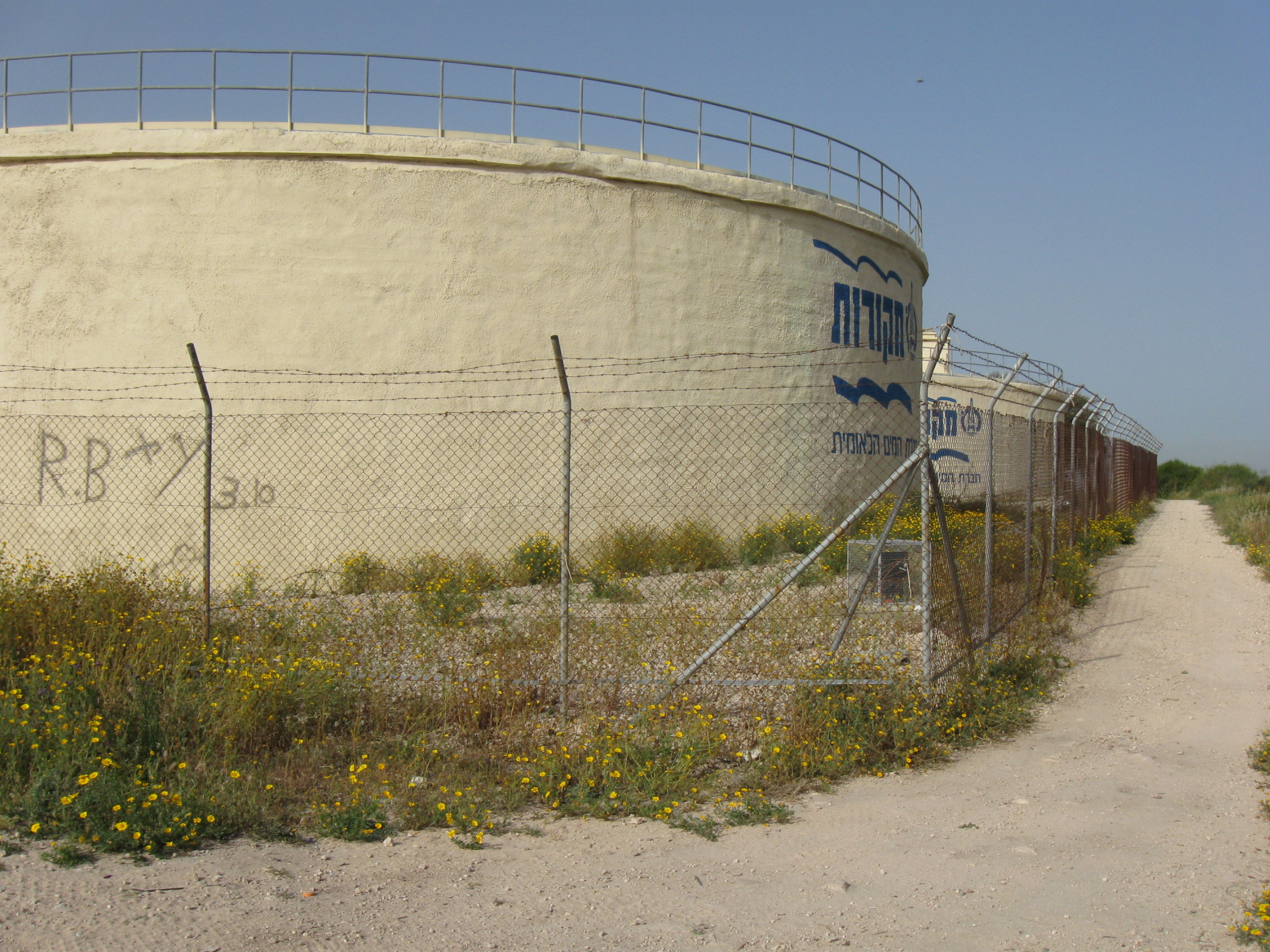
Zbiorniki z wodą

Początki korporacji sięgają 1935, kiedy to z inicjatywy Lewiego Eszkola rozpoczęto odwierty w poszukiwaniu wody w Dolinie Zabulona i Dolinie Jezreel. Po dwóch latach działalności, w 1937 powstała spółka wodna Mekorot, w której związek zawodowy Histadrut posiadał 50% udziałów, a Agencja Żydowska i Żydowski Fundusz Narodowy po 25%. Pierwszy zakład „Kishon” powstał dzięki transferowi żydowskich funduszy z Niemiec do Mandatu Palestyny. Jego budowę nadzorował inżynier Simcha Blass. Zakład zaopatrzył w wodę 13 osiedli rolniczych oraz 3 społeczności miejskie (w tym Hajfę).

Narodowy System Wodny Izraela

W 1939 przywódca syjonistyczny Arthur Ruppin przedstawił wizję dostarczenia wody do osad rolniczych na pustyni Negew. Pierwszy etap tego planu zrealizowano poprzez serię odwiertów i uruchomienie studni. W 1943 ilość wody dostarczanej była już tak duża, że pozwoliła na uruchomienie pierwszej elektrowni wodnej na Negewie. Zakład i przepompownia o zdolności przetłaczania 1000 m³ wody odegrały ważną rolę przy zasiedlaniu zachodniej części Negewu. Równocześnie pojawił się projekt budowy Narodowego Systemu Wodnego, który umożliwiłby dostarczenie wody z rzek Jordan, Litani i Jarmuk na pustynię Negew. Koszty budowy były jednak tak wysokie, że w 1944 wybudowano jedynie rurociąg w rejonie Bet Sze’an.
Podczas wojny o niepodległość w 1948 spółka zrealizowała projekt budowy rurociągu o średnicy 10 cali z wybrzeża do oblężonej Jerozolimy. Rurociąg nie był w stanie zaspokoić potrzeb rozwijającego się miasta i w 1953 musiano wybudować drugą linię.
W latach 1953–1955 zrealizowano wielki projekt budowy rurociągu od źródeł rzeki Jarkon do kibucu Magen na Negewie. Rurociąg miał długość 108 km, w tym 95 km o średnicy 66 cali, i 13 km o średnicy 48 cali. Wybudowano podziemne odcinki rurociągów, przepompownie, zbiorniki na paliwo do pomp, zbiorniki na wodę o całkowitej pojemności 350 tys. m³ i wiele innych obiektów. Po ukończeniu prac system został uruchomiony w 1956. Miał mieć on zdolność przetłaczania 100 tys. m³ wody, jednak w rzeczywistości osiągnięto wielkość 70 tys. m³ wody, która nadawała się do picia oraz do celów rolniczych i przemysłowych. W latach 1955–1961 wybudowano drugi rurociąg, który dostarczał wodę z rzeki Jarkon do aglomeracji miejskiej Gusz Dan. Rury o średnicy 48 cali dostarczyły 25 tys. m³ wody, poprawiając jakość wody w Tel Awiwie. Oba systemy wodne sprawiły jednak znaczne obniżenie poziomu wody w rzece Jarkon. Problem ten rozwiązano dopiero poprzez uruchomienie Narodowego Systemu Wodnego dostarczającego wodę z rzeki Jordan. Plan budowy Narodowego Systemu Wodnego został zatwierdzony w 1954 i ukończony w 1964. W latach 1967–1968 przeprowadzono regulację rzek w rejonie Wzgórz Golan, doprowadzając ich wodę do wspólnego kanału, który został skierowany do Jeziora Tyberiadzkiego.
W latach 70. XX wieku przedsiębiorstwo skoncentrowało swoją działalność na rozwoju technologii oczyszczania ścieków. Opracowano metodę biologicznego oczyszczania ścieków poprzez algi, ślimaki i inne małe zwierzęta występujące w wodzie. Organizmy te, mnożąc się w ściekach, usuwają zanieczyszczenia oraz poprawiają zapach i smak wody. Następnie wodę przetłacza się do zbiorników z rybami żywiącymi się glonami. W ten sposób ryby przyczyniają się do oczyszczania ścieków i poprawy jakości wody w narodowym systemie wodnym.
W 1979 wybudowano trzeci rurociąg (20 km długości i średnica 36 cali) dostarczający wodę do Jerozolimy w ilości 14 mln m³ rocznie. W 1984 uruchomiono w Dolinie Jezreel zakład „Kishon Complex”, w którym oczyszcza się około 20 mln m³ ścieków. Odzyskana w ten sposób woda jest przeznaczona do celów rolniczych. W 1994 wybudowany czwarty rurociąg do Jerozolimy.
W 1997 zainaugurował swoją działalność pierwszy zakład odsalania wody morskiej za pomocą odwróconej osmozy. Osiągnął on zdolność produkcyjną 10 tys. m³ odsolonej wody dziennie. Obecnie trwają prace przy budowie kolejnych zakładów odsalania wody morskiej.

## Działalność
Przedsiębiorstwo koncentruje swoją działalność na kilku zadaniach:
- pozyskiwanie wody z różnych źródeł: wody powierzchniowe (rzeki i jeziora), ujęcia głębinowe, oczyszczanie ścieków do nawadniania pól, odsalanie wody morskiej i pozyskiwanie wody deszczowej.
- pozyskiwanie różnych rodzajów wód z przeznaczeniem do różnych celów: wody słodkiej do celów spożywczych, wody słonawej do celów rolniczych i wody słonej oraz ścieków do celów przemysłowych.
- optymalizacja zarządzania zasobami wodnymi w celu zapewnienia regularnych dostaw wody przez cały rok, z uwzględnieniem elastycznego przełączania różnych źródeł z zachowaniem możliwości regulacji wielkości produkcji.
- dostarczanie wody dla sektora miejskiego, rolniczego i przemysłowego w Izraelu, Autonomii Palestyńskiej i Jordanii.
- poprawianie jakości wody: rozwój i wdrażanie nowych systemów uzdatniania wody, monitorowanie i kontrola jakości wody.
- zapewnienie bezpieczeństwa ciągłości dostaw wody w wymaganej ilości i jakości, przy uwzględnieniu różnych zagrożeń.
- rozwój technologii odsalania wody.
- oczyszczanie ścieków i dostarczanie zregenerowanej wody dla celów nawadniania upraw rolniczych.
- wykorzystywanie wód powodziowych do celów nawadniania upraw rolniczych.
- wykorzystywanie wód deszczowych do uzupełniania zasobów wodnych kraju[2].